# Simulium luchoi
Simulium luchoi är en tvåvingeart som beskrevs av Coscaron och Peter Wolfgang Wygodzinsky 1972. Simulium luchoi ingår i släktet Simulium och familjen knott. Inga underarter finns listade i Catalogue of Life.